# آیدلر (دهانه)
آیدلر یک دهانه برخوردی در ماه‌ است.

## دهانه‌های اقماری
این دهانه ۵ دهانه اقماری دارد.
| Ideler | عرض جغرافیایی | طول جغرافیایی | قطر          |
| ------ | ------------- | ------------- | ------------ |
| A      | ۵۰.۱° S       | ۲۲.۰° E       | ۱۱.۰ کیلومتر |
| C      | ۵۱.۲° S       | ۲۳.۲° E       | ۷.۰ کیلومتر  |
| B      | ۵۰.۶° S       | ۲۲.۳° E       | ۱۱.۰ کیلومتر |
| M      | ۴۸.۸° S       | ۲۵.۶° E       | ۲۰.۰ کیلومتر |
| L      | ۴۹.۲° S       | ۲۳.۶° E       | ۳۶.۰ کیلومتر |